# 4246 Telemann
A 4246 Telemann (ideiglenes jelöléssel 1982 SY2) a Naprendszer kisbolygóövében található aszteroida. Freimut Börngen fedezte fel 1982. szeptember 24-én.